# Iolanda Balaș
Iolanda Balaș, född 12 december 1936 i Timișoara, död 11 mars 2016 i Bukarest, var en rumänsk höjdhoppare. 
Iolanda Balaș tog olympiskt guld vid Olympiska sommarspelen 1960 i Rom och vid Olympiska sommarspelen 1964 i Tokyo. 
Balaș satte under sin karriär 14 världsrekord och var första kvinna i världen över såväl 1,80 som 1,90.
Iolanda Balaș satte sitt första världsrekord i Bukarest den 14 juli 1956 när hon klarade 1,75. Den 16 juli 1961 satte hon sitt sista världsrekord, 1,91, ett rekord som skulle stå sig i mer än tio år.
Efter sin femteplats i OS i Melbourne 1956 vann Iolanda Balaș 150 tävlingar. I 80 av dem hoppade hon högre än någon annan kvinna i världen gjort. I juni 1967 förlorade hon en tävling för första gången på 11 år efter att ha visat upp världens längsta segersvit i friidrott.